# Pfingstegg

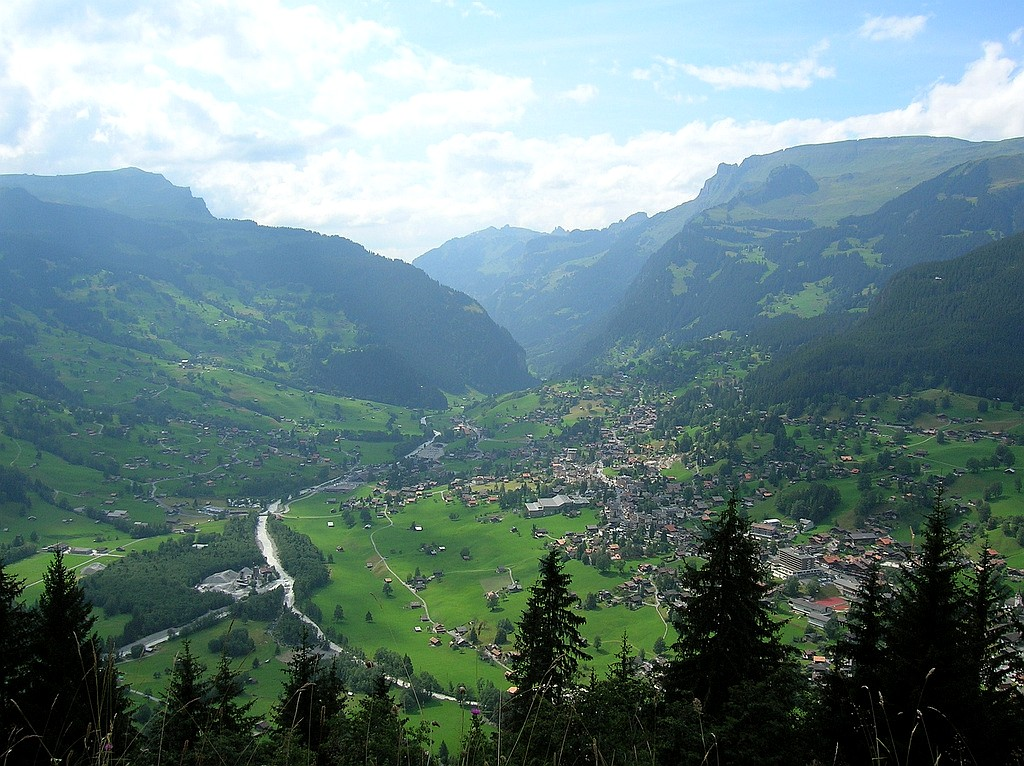
Pohled na Grindelwald z Pfingsteggu

Pfingstegg je výletní místo na úbočí hory Eiger nad Grindelwaldem ve výšce 1 391 m n. m. v kantonu Bern, ve Švýcarsku v oblasti Jungfrau regionu.
Toto místo je dostupné pouze lanovkou, kterou provozuje GrindelwaldPfingstegg (GP).
Jízda lanovkou z Grindelwaldu (1 028 m n. m.) na Pfingstegg (1 391 m n. m.) trvá pět minut. Nástupní stanice v Grindelwaldu se nachází jižním směrem od železniční zastávky za kostelem.
Lákadlem na Pfingsteggu je letní tobogan, turistika po úbočí hor, pěší tunel úbočím hory, výhled na horské masivy a nádherný pohled do údolí. Samozřejmě nechybí restaurace a občerstvení.

## Historie lanovky
V roce 1965 byla udělena federální koncese umožňující stavbu lanovky, které pak proběhla v letech 1966–1967. Dne 15. července 1967 byla lanovka uvedena do provozu.
V roce 1985 proběhla rekonstrukce lanovky, v roce 1989 byla provedena výměna tažného lana a v roce 1992 výměna protilana.

## Technická data lanovky
| systém:                   |  | Thun / Doppelmayr          |
| typ:                      |  | s oběžným lanem            |
| provoz:                   |  | kyvadlový                  |
| počet kabin:              |  | 2                          |
| počet osob:               |  | 2× 35+1                    |
| dolní stanice:            |  | 1 027 m n. m.              |
| horní stanice:            |  | 1 387 m n. m.              |
| převýšení:                |  | 360 m                      |
| Lanová délka:             |  | 1 035 m                    |
| Rychlost:                 |  | 6 m/s                      |
| Výkon hl. motoru:         |  | 285 hp                     |
| Výkon. zálož. mot.:       |  | 45 hp                      |
| Kapacita:                 |  | 450 os./hod.               |
| Nosná lana:               |  | Ø 45 mm                    |
| Tažné lano:               |  | Ø 22.5 mm výměna v r. 1989 |
| Proti lano:               |  | Ø 22.5 mm výměna v r. 1992 |
| Počet stožárů:            |  | 1                          |
| Výška stožáru:            |  | 36 m                       |
| Zatížení lana nad údolím: |  | 2× 53,5 t                  |
| Zatížení lana na vrcholu: |  | 1× 16 t                    |